# وندی راجرز
وندی راجرز (زاده ۲۴ ژوئیه ۱۹۵۴) یک سیاستمدار جمهوری‌خواه راست افراطی آمریکایی است. راجرز که اولین بار در سال ۲۰۲۰ انتخاب شد، سناتور ایالت آریزونا به نمایندگی از ناحیه قانونگذاری ۷ است.
راجرز در ۲۴ ژوئیه ۱۹۵۴ در فورت ناکس، کنتاکی به دنیا آمد او دارای لیسانس مددکاری اجتماعی از دانشگاه ایالتی میشیگان، کارشناسی ارشد مددکاری اجتماعی از دانشگاه آلاباما، و کارشناسی ارشد علوم در مطالعات امنیت ملی از دانشگاه ایالتی کالیفرنیا، سن برناردینو است.